# Димитър Димов (награда)
Вижте пояснителната страница за други значения на Димитър Димов.
Националната литературна награда „Димитър Димов“ е учредена от Клуба на писателите лекари в България и се присъжда за издадена в предходните 2 години книги от писател лекар. Тя е създадена през 1997 г.
Първите статуетки са дело на Евгени Кузманов. От 2016 г. наградата се олицетворява от нови статуетки по проект Иван Русев и отлети от Марин Марков.

## Наградени автори и творби
- 1997 – Любен Станев (за романа „Началото на здрача“)
- 1999 – Валери Петров (за сборника с лирика „Разтворен прозорец“)
- 2001 – Фани Цуракова (за сборника с разкази „Мокра поръчка“)
- 2003 – Лиляна Райчева (за драмата „На словото войници“)
- 2005 – Рада Москова (за драмата „Люляци и палачинки“)
- 2007 – Петър Константинов (за романа „Разпятието“)[2]
- 2009 – Златимир Коларов[3]
- 2016 (жури в състав Анжела Димчева, Фани Цуракова и Анна Свиткова):
  - поезия – Георги Константинов за поемата си „Сняг“,
  - за роман – Андрея Илиев, автор на криминалната творба „Когато един мъж е на колене“,
  - за разказ – Калоян Захариев.[1]